# آلبرتو ریولتا
آلبرتو ریولتا (انگلیسی: Alberto Rivolta; ۴ نوامبر ۱۹۶۷ – ۳ نوامبر ۲۰۱۹) بازیکن فوتبال اهل ایتالیا بود.
از باشگاه‌هایی که در آن بازی کرده‌است می‌توان به باشگاه فوتبال اینتر میلان، باشگاه فوتبال کوزنتسا کالچو، باشگاه فوتبال پارما، و باشگاه فوتبال لیورنو اشاره کرد.
وی همچنین در تیم ملی فوتبال زیر ۲۰ سال ایتالیا بازی کرده‌است.